# テラヘルツ顕微鏡
テラヘルツ顕微鏡（テラヘルツけんびきょう）とはテラヘルツ波により画像を得る顕微鏡の総称。

## 概要
一括してテラヘルツ顕微鏡と称するものの、テラヘルツ波を利用するという共通点以外、その撮像原理は大きく異なる。テラヘルツ波は可視光と比較して著しく波長が長いので、そのままでは分解能を高める事ができない。そこで走査型近接場光顕微鏡の概念をテラヘルツ波の帯域にまで拡張する事によって分解能を高める方法と走査型プローブ顕微鏡の手法を適用して分解能を高める手法等がある。

## レーザーテラヘルツ放射顕微鏡
レーザーテラヘルツ放射顕微鏡ではフェムト秒レーザーパルスで走査した半導体素子等の試料から放射されるテラヘルツ波の振幅のマッピングを行う。

## パッシブ型テラヘルツ近接場顕微鏡
散乱型近接場顕微鏡で試料から放射されるテラヘルツ波を検出、画像化する。

## テラヘルツ波ケミカル顕微鏡
テラヘルツ波ケミカル顕微鏡ではシリコンチップにレーザーを照射するとキャリアが励起され、シリコン内部の電界で空乏層加速により、テラヘルツ波を放射するのでシリコンチップ表面の化学ポテンシャルの変化を空乏層電界の変化によるテラヘルツ波の強度分布として可視化する。

## テラヘルツ磁気共鳴力顕微鏡
テラヘルツ磁気共鳴力顕微鏡は磁気共鳴力顕微鏡の一種でテラヘルツ帯の信号を検出して画像化する。

## 用途
- 材料分析
- 化学反応の観察